# Айсли, Индиа
Индиа Джой Айсли (англ. India Joy Eisley; род. 29 октября 1993, Лос-Анджелес, Калифорния) — американская актриса.

## Биография

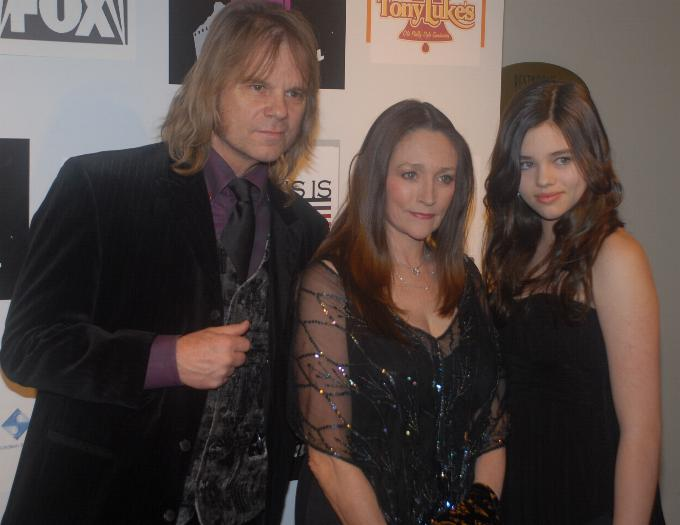
Айсли вместе с родителями в 2008 году

Индиа Джой Айсли родилась в Лос-Анджелесе 29 октября 1993 года в семье актрисы Оливии Хасси и музыканта Дэвида Глена Айсли. Её дедом по отцовской линии был американский актёр Энтони Айсли, а дедом по материнской линии был аргентинский оперный певец Андреас Осуна. У неё есть два старших единоутробных брата от предыдущих браков  матери: Александр (1973 г.р.), чей отец — американский актёр Дин Пол Мартин, и Макс (1983 г.р.), чей отец — японский певец Акира Фьюз.

## Карьера
Индиа дебютировала в кино в 2003 году, исполнив эпизодическую роль в телевизионном фильме «Мать Тереза Калькуттская», где снималась её мать. В 2005 году она вместе с матерью снялась в фильме ужасов «Тайна разума», вновь в незначительной роли.
Айсли наиболее известна благодаря молодёжному сериалу «Тайная жизнь американского подростка», в котором снималась с 2008 года до самого окончания сериала в 2013. В фильме 2012 года «Другой мир: Пробуждение» Индиа исполнила роль Евы, дочери главной героини франшизы, вампирши Селин. По словам юной актрисы, Кейт Бекинсейл, игравшая Селин, выбрала её на эту роль, случайно увидев в кафе. В мае 2012 года Айсли получила роль в фильме «Малефисента», где должна была исполнить роль колдуньи Малефисенты в юности, но в октябре 2013 года была заменена британской актрисой Эллой Пернелл.
Осенью 2014 года Индия Айсли снялась в фильме британского режиссёра Брюса Уэбба «Социальное самоубийство», интерпретации шекспировской истории о Ромео и Джульетте, которая была подана в современном контексте и развивается в мире социальных сетей. Индия представляет в фильме Джулию (новую Джульетту), а родителей героини сыграли Леонард Уайтинг и Оливия Хасси (настоящая мать актрисы), прославившиеся в ролях Ромео и Джульетты в легендарной экранизации Франко Дзеффирелли 1968 года.
В 2019 году сыграла главную роль в сериале «Имя мне Ночь», за роль в котором впервые была номинирована на премию «Спутник» в категории «Лучшая женская роль в мини-сериале или телефильме». В 2020 году она сыграла Тилли Гарднер в фильме «Смертельная расплата». В 2021 году она сыграла Люси в фильме «Каждый твой вдох». В 2023 году она сыграла Ли-Грейс Догерти в фильме «Американские преступники» основанном на реальной истории братьев и сестер-преступников.

## Фильмография
| Год       |    | Русское название           | Оригинальное название                    | Роль                          |
| --------- | -- | -------------------------- | ---------------------------------------- | ----------------------------- |
| 2003      | тф | Мать Тереза Калькуттская   | Madre Teresa                             | Алекс                         |
| 2005      | ф  | Тайна разума               | Headspace                                | Марта                         |
| 2008—2013 | с  | Втайне от родителей        | The Secret Life of the American Teenager | Эшли Джоргенс                 |
| 2012      | ф  | Другой мир: Пробуждение    | Underworld 4: Awakening                  | Ева Корвин / Объект 2         |
| 2014      | ф  | Кайт                       | Kite                                     | Сава                          |
| 2014      | ф  | Няня                       | Nanny Cam                                | Хезер                         |
| 2015      | ф  | Социальное самоубийство    | Social Suicide                           | Джулия                        |
| 2016      | тф | Моя милая Одрина           | My Sweet Audrina                         | Одрина Эдайр                  |
| 2016      | ф  | Проклятие Спящей красавицы | The Curse of Sleeping Beauty             | Спящая Красавица / Брайр Роуз |
| 2016      | ф  | Америгеддон                | AmeriGeddon                              | Пенни                         |
| 2017      | ф  | Клинический случай         | Clinical                                 | Нора                          |
| 2018      | ф  | Тёмное зеркало             | Look Away                                | Мария / Аирам                 |
| 2018      | ф  | Юность                     | Adolescence                              | Элис                          |
| 2019      | с  | Имя мне Ночь               | I Am the Night                           | Фауна Ходел                   |
| 2020      | ф  | Смертельная расплата       | Dead Reckoning                           | Тилли                         |
| 2021      | ф  | Одна неделя в Голливуде    | One Week in Hollywood                    | Эмбер                         |
| 2021      | ф  | Каждый твой вдох           | Every Breath You Take                    | Люси                          |
| 2023      | ф  | Американские преступники   | American Outlaws                         | Ли-Грейс Догерти              |
| 2024      | ф  | Игрок                      | Dead Money                               | Хлоя                          |